# USS Brush (DD-745)
USS Brush (DD-745), là một tàu khu trục lớp Allen M. Sumner được Hải quân Hoa Kỳ chế tạo trong Chiến tranh Thế giới thứ hai. Nó là chiếc tàu chiến duy nhất của Hải quân Mỹ được đặt theo tên Charles F. Brush (1849-1929), một kỹ sư và là nhà sáng chế Hoa Kỳ. Nó đã hoạt động cho đến hết Thế Chiến II, và tiếp tục phục vụ sau đó trong Chiến tranh Triều Tiên và Chiến tranh Việt Nam cho đến khi xuất biên chế năm 1969 và được chuyển cho Đài Loan. Nó phục vụ cùng Hải quân Trung Hoa dân quốc như là chiếc ROCS Hsiang Yang (DD-1/DDG-901) cho đến khi ngừng hoạt động năm 1984 và bị tháo dỡ sau đó. Brush được tặng thưởng danh hiệu năm Ngôi sao Chiến trận do thành tích phục vụ trong Thế Chiến II, và thêm bốn Ngôi sao Chiến trận khác trong Chiến tranh Triều Tiên.

## Thiết kế và chế tạo
Brush được đặt lườn tại xưởng tàu của hãng Bethlehem Steel Co. ở Staten Island, New York vào ngày 30 tháng 7 năm 1943. Nó được hạ thủy vào ngày 28 tháng 12 năm 1943; được đỡ đầu bởi cô Virginia Perkins, chắt của ngài Charles Brush, và nhập biên chế vào ngày 17 tháng 4 năm 1944 dưới quyền chỉ huy của Trung tá Hải quân J. E. Edwards.

## Lịch sử hoạt động

### 1944 – 1945
Brush đi đến Trân Châu Cảng vào ngày 30 tháng 8 năm 1944, và sau các hoạt động huấn luyện tại khu vực quần đảo Hawaii, đã lên đường vào ngày 28 tháng 9 để đi thuộc Eniwetok quần đảo Marshall. Từ đây nó hộ tống các đoàn tàu vận tải đi Ulithi và Palau.
Brush sau đó gia nhập Đệ Tam hạm đội để tham gia Trận Leyte từ ngày 5 tháng 11 đến ngày 16 tháng 12 năm 1944; và sau đó là chiến dịch không kích Luzon-Đông Dương thuộc Pháp-Hải Nam-Đài Loan từ ngày 3 đến ngày 22 tháng 1 năm 1945. Chuyển thuộc cùng Đệ Ngũ hạm đội từ ngày 26 tháng 1, chiếc tàu khu trục tiếp tục tham gia hỗ trợ cho cuộc tấn công lên Iwo Jima từ ngày 15 tháng 2 đến ngày 5 tháng 3; và tiếp theo sau là cuộc đổ bộ lên Okinawa từ ngày 17 tháng 3 đến ngày 27 tháng 4, khi nó trực tiếp tham gia bắn phá lên Minamidaitō vào ngày 21 tháng 4.
Brush rút lui về Ulithi thuộc quần đảo Caroline, nơi nó nghỉ ngơi, bảo trì và tiếp liệu từ ngày 30 tháng 4 đến ngày 10 tháng 5, trước khi gia nhập trở lại Đệ Ngũ hạm đội chuẩn bị cho kế hoạch không kích tiếp theo lên Kyūshū. Nó thả neo tại vịnh Leyte từ ngày 13 tháng 6 đến ngày 1 tháng 7, rồi lên đường cho một đợt không kích xuống đảo Hokkaidō. Vào ngày 22 tháng 7, nó cùng các tàu khu trục khác tiến hành càn quét tàu bè đối phương gần lối ra vào vịnh Tokyo. Sau khi Nhật Bản đầu hàng vào ngày 15 tháng 9, nó tiếp tục ở lại ngoài khơi bờ biển Nhật Bản làm nhiệm vụ tìm kiếm giải cứu hỗ trợ cho việc chiếm đóng cho đến ngày 14 tháng 9, khi nó tiến vào vịnh Tokyo. Nó rời khu vực Viễn Đông vào ngày 24 tháng 9 để quay trở về Hoa Kỳ.
Brush về đến Seattle, Washington vào ngày 15 tháng 10, và tiếp tục hoạt động dọc theo vùng bờ Tây cho đến đầu năm 1946, khi nó lên đường đi Guam và ở lại đây cho đến ngày 9 tháng 3, khi nó lên đường đi Thanh Đảo, Trung Quốc, đến nơi vào ngày 19 tháng 3. Ngoại trừ hai chuyến đi đến khu vực quần đảo Philippine, con tàu hoạt động tại khu vực biển Hoa Đông giữa Thanh Đảo và Thượng Hải cho đến tháng 1, 1947. Nó đi đến Guam vào ngày 18 tháng 1, 1947 để sửa chữa, và sau khi hoàn tất nó lên đường quay trở về Hoa Kỳ vào ngày 16 tháng 2, đi ngang qua Saipan, Kwajalein và Trân Châu Cảng, về đến San Diego, California vào ngày 24 tháng 3. Cho đến tháng 5, 1950, chiếc tàu khu trục hoạt động dọc theo vùng bờ Tây trong các nhiệm vụ canh phòng máy bay, huấn luyện và tập trận.

### Chiến tranh Triều Tiên
Brush được lệnh đi sang Viễn Đông vào tháng 5, 1950, nhưng Chiến tranh Triều Tiên đã nổ ra đang khi nó trên đường đi đến vùng biển Đài Loan, nơi nó gia nhập Lực lượng Đặc nhiệm 77 vào ngày 29 tháng 6. Nó đã hộ tống bảo vệ cho các tàu sân bay cho lực lượng Liên Hợp Quốc hoạt động không kích xuống Bắc Triều Tiên và trực tiếp tham gia bắn phá bờ biển. Đang khi bắn phá các mục tiêu ngoài khơi Tanchon vào ngày 26 tháng 9, nó trúng phải một quả thủy lôi làm hư hại nặng lườn tàu phía giữa tàu, khiến 13 thành viên thủy thủ đoàn thiệt mạng và 31 người khác bị thương. Con tàu được sửa chữa tạm thời tại Nhật Bản trước khi quay trở về Hoa Kỳ, đi vào Xưởng hải quân Puget Sound tại Bremerton, Washington vào ngày 22 tháng 12 để sửa chữa triệt để.
Gần một năm sau đó, Brush lại lên đường cho lượt hoạt động thứ hai tại Triều Tiên. Sau một chặng dừng kéo dài một tháng tại Trân Châu Cảng, nó gia nhập Lực lượng Đặc nhiệm 77 và đả nhiệm tuần tra phòng không và bảo vệ chống tàu ngầm cho đến ngày 25 tháng 2, 1952. Con tàu được điều sang nhiệm vụ tuần tra tại eo biển Đài Loan trong tháng 3, rồi tham gia các cuộc thực hành tìm-diệt tàu ngầm ngoài khơi Okinawa. Nó quay trở lại Nhật Bản vào ngày 12 tháng 4, rồi tiếp tục tham gia hoạt động phong tỏa dọc theo bờ biển phía Tây Triều Tiên cùng Lực lượng Đặc nhiệm 95 và Lực lượng Đặc nhiệm 77. Nó quay trở về San Diego vào ngày 26 tháng 6, hoạt động dọc theo bờ biển California cho đến tháng 2, 1953, khi nó lên đường cho lượt hoạt động thứ ba tại Triều Tiên; con tàu quay trở về Hoa Kỳ vào ngày 30 tháng 8.

### 1954 - 1969
Trong một thập niên tiếp theo, Brush còn được bố trí sang hoạt động tại Viễn Đông thêm bảy lần: 4 tháng 5 đến 5 tháng 12, 1954; 30 tháng 6, 1955 đến 15 tháng 2, 1956; 31 tháng 8, 1957 đến 1 tháng 3, 1958; 25 tháng 10, 1958 đến 22 tháng 4, 1959; 1 tháng 1 đến 28 tháng 7, 1960; 29 tháng 7, 1961 đến 9 tháng 3, 1962; và 13 tháng 3 đến 1 tháng 10, 1964. Những lượt hoạt động này bao gồm nhiệm vụ hộ tống tàu sân bay, thực tập chống tàu ngầm và thỉnh thoảng tham gia tuần tra eo biển Đài Loan. Trong lượt hoạt động năm 1964, nó còn tham gia tuần tra trong vịnh Bắc Bộ khi Hoa Kỳ ngày càng can dự sâu hơn tại Việt Nam.
Trong 5 năm tiếp theo, Brush thực hiện ba lượt hoạt động trong Chiến tranh Việt Nam: từ 20 tháng 11, 1965 đến 13 tháng 5, 1966; từ 8 tháng 4 đến 6 tháng 10, 1967; và từ 20 tháng 8, 1968 đến 4 tháng 3, 1969. Nó hoạt động chủ yếu trong vai trò tuần tra chống xâm nhập và bắn hải pháo hỗ trợ những chiến dịch trên bộ.

### ROCSHsiang Yang(DD-1/DDG-901)
Brush được cho xuất biên chế và rút tên khỏi danh sách Đăng bạ Hải quân vào ngày 27 tháng 10, 1969. Nó được bán cho Đài Loan vào ngày 9 tháng 12, 1969, và phục vụ cùng Hải quân Trung Hoa dân quốc như là chiếc ROCS Hsiang Yang (DD-1/DDG-901). Nó được chuyển sang hoạt động cùng TRường Vũ khí Hải quân vào năm 1984, và cuối cùng bị tháo dỡ.

## Phần thưởng
Brush được tặng thưởng năm Ngôi sao Chiến trận do thành tích phục vụ trong Thế Chiến II, và thêm bốn Ngôi sao Chiến trận khác trong Chiến tranh Triều Tiên.